# Carmen (filme de 2022)
Carmen é um filme de drama musical de 2022 dirigido por Benjamin Millepied em sua estreia na direção de um roteiro de Alexander Dinelaris Jr., Loïc Barrère e Millepied a partir de uma história de Millepied e Barrère. O filme é estrelado por Melissa Barrera, Paul Mescal, Rossy de Palma e Tracy Curry.
Embora descrito como a opinião de Millepied da ópera de mesmo nome de Bizet, é "uma reimaginação completa" que ignora o enredo e o cenário da ópera; tudo o que resta são “letras selecionadas” do libreto da ópera cantadas em francês original por um coro como pano de fundo para uma cena entre os dois protagonistas. O filme apresenta uma trilha sonora original composta por Nicholas Britell com músicas escritas e compostas por Britell, Taura Stinson, Julieta Venegas e Curry.
O filme estreou no Festival Internacional de Cinema de Toronto em 11 de setembro de 2022. Foi lançado nos Estados Unidos em 21 de abril de 2023 pela Sony Pictures Classics, na França em 14 de junho de 2023 pela Pathé Distribution e na Austrália em 13 de julho pela Madman Films.

## Premissa
Carmen foge do deserto mexicano, é resgatada por Aidan, e juntos eles lutam para fugir das autoridades enquanto se dirigem para Los Angeles.

## Elenco
- Melissa Barrera como Carmen
- Paul Mescal como Aidan
- Rossy de Palma como Masilda
- Tracy "The DOC" Curry como Referee
- Nicole da Silva como Julieanne
- Benedict Hardie como Mike
- Elsa Pataky como Gabrielle
- Tara Morice como Marie
- Marina Tamayo II como Zilah

## Produção
Em maio de 2017, Benjamin Millepied estava pronto para fazer sua estreia na direção de longa-metragem com a versão cinematográfica de Carmen para o Chapter 2, originalmente concebida como "uma reimaginação moderna de uma das óperas mais celebradas do mundo". Once completed, Millepied recognized his film was less an adaptation than "a version of Bizet's tragedy from a parallel universe". Loïc Barrère e Millepied escreveram o roteiro. Em maio de 2019, a Sony Pictures Classics adquiriu os direitos de distribuição do filme para a América do Norte e Latina, Escandinávia, Europa Oriental, CEI e Oriente Médio, com TF1 Studio vendendo territórios restantes e Nilo Cruz escrevendo o roteiro. Em novembro de 2020, Alexander Dinelaris Jr. foi revelado ter co-escrito o roteiro com Millepied e Loïc Barrère.

### Seleção de elenco
Em maio de 2019, foi anunciado que Melissa Barrera e Jamie Dornan foram escalados como Carmen e Aidan, respectivamente. Em novembro de 2020, Paul Mescal substituiu Dornan e Rossy de Palma foi escalada para o filme.

### Filmagens
As gravações começaram em 18 de janeiro de 2021 na Austrália com Jörg Widmer como diretor de fotografia, terminaram no início de março de 2021.

## Trilha Sonora
Nicholas Britell compôs a trilha sonora e co-escreveu as músicas com Julieta Venegas, Taura Stinson e Tracy "The DOC" Curry. Lynn Fainchtein atuou como produtora musical e supervisora musical.

## Lançamento
Carmen Teve sua estreia mundial no Festival Internacional de Cinema de Toronto em 11 de setembro de 2022. Teve um lançamento limitado nos Estados Unidos em 21 de abril de 2023 pela Sony Pictures Classics, foi lançado nos cinemas na França em 14 de junho de 2023 porPathé Distribution e na Austrália em 13 de julho pela Madman Films.
O filme foi lançado em Blu-ray, DVD e download digital em 11 de julho de 2023.

## Recepção
No site agregador de críticas Rotten Tomatoes, 61% das 99 resenhas dos críticos são positivas, com uma classificação média de 6.2/10. O consenso do site diz: "Benjamin Millepied reinventa a novela trágica de Prosper Mérimée como uma extravagância de dança cheia de som e fúria que significa um núcleo emocional oco, embora o estilo arrebatador seja um deleite por si só." O Metacritic, que usa uma média ponderada, atribuiu ao filme uma pontuação de 59 em 100, baseado em 26 críticos, indicando críticas "mistas ou médias".

### Prêmios e Indicações
| Prêmio                                      | Data da cerimônia      | Categoria                             | Recipient(s)       | Resultado | Ref.   |
| ------------------------------------------- | ---------------------- | ------------------------------------- | ------------------ | --------- | ------ |
| Festival Internacional de Cinema de Toronto | 18 de setembro de 2022 | FIPRESCI Prize                        | Carmen             | Indicado  | [ 18 ] |
| Festival Internacional de Cinema de Miami   | 12 de março de 2023    | Jordan Ressler First Feature Award    | Benjamin Millepied | Indicado  | [ 19 ] |
| Hollywood Music in Media Awards             | 15 de novembro de 2023 | Music Themed Film, Biopic, or Musical | Carmen             | Indicado  | [ 20 ] |